# San Giovanni in Foro

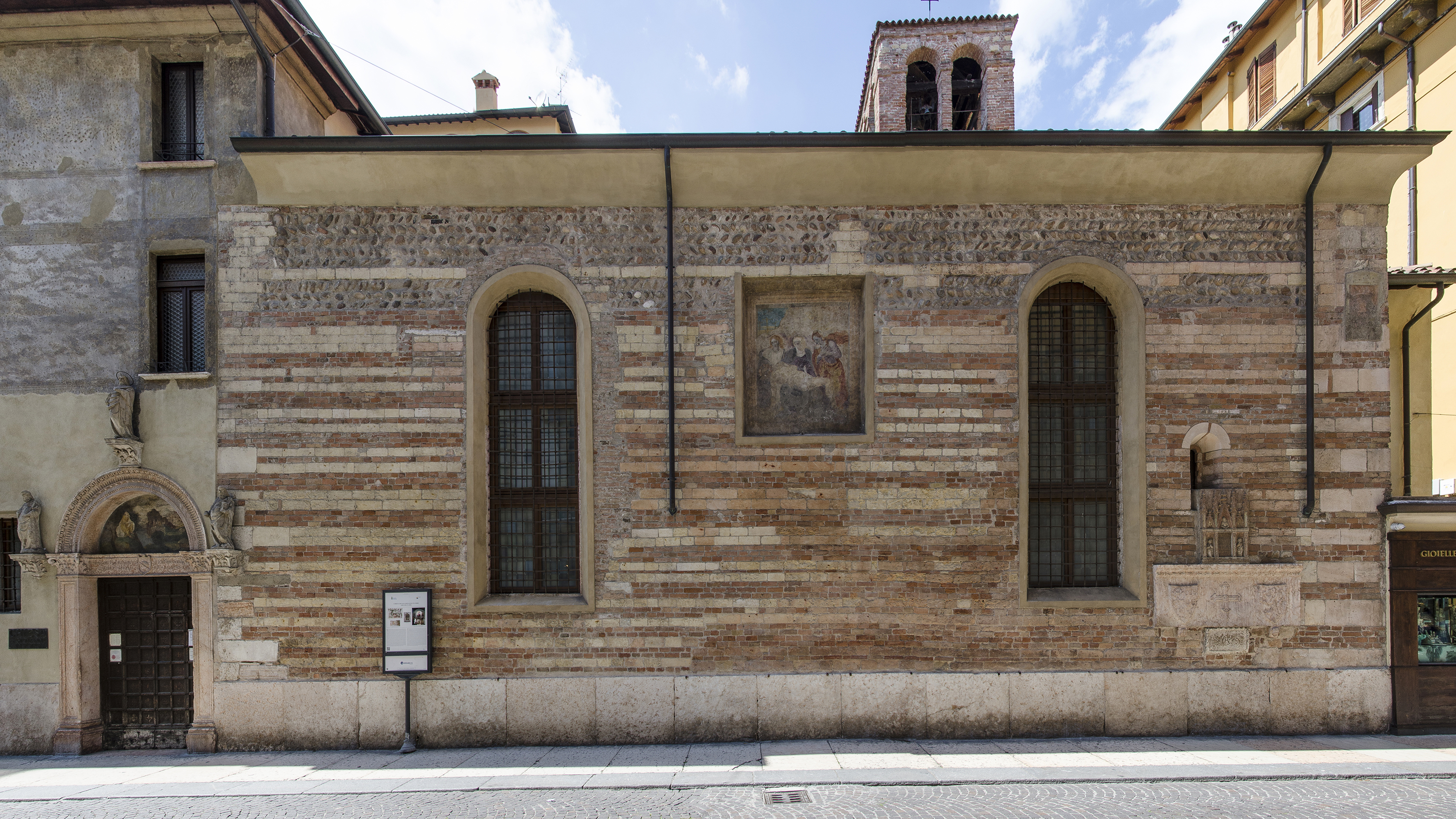
San Giovanni in Foro – Südfassade am Corso Porta Borsari

San Giovanni in Foro ist eine römisch-katholische Rektoratskirche in der oberitalienischen Stadt Verona in Venetien.

## Geschichte
Die dem Evangelisten Johannes geweihte Kirche liegt am Verlauf der ehemaligen Römerstraße Via Postumia. Der Namenszusatz in Foro spielt auf die Nähe zum ehemaligen römischen Forum an der heutigen Piazza delle Erbe an. Die Kirche wurde auf einem Vorgängerbau errichtet, dessen Ursprünge nicht geklärt sind. Es kann nicht ausgeschlossen werden, dass eine erste Kirche bereits in frühchristlicher Zeit errichtet wurde. Nach einigen Quellen soll San Giovanni in Foro erstmals 959 erwähnt worden sein. Andere Quellen legen die Ersterwähnung nicht vor dem 11. Jahrhundert fest.
Aus einem Dokument von 1141 geht hervor, dass die Kirche zu diesem Zeitpunkt ein Kollegiatstift war. Kurz darauf wurde sie im romanischen Stil neu errichtet. Vermutlich war sie vorher dem Stadtbrand von Verona, ausgelöst durch Streitigkeiten zwischen Ghibellinen und Guelfen, im Jahr 1172 zum Opfer gefallen.
Der romanische Bau wurde mehrmals umgeändert und den architektonischen Strömungen der Zeit angepasst. Ende des 14. Jahrhunderts wurde der Innenraum mit Fresken ausgeschmückt. Die größten baulichen Veränderungen erfuhr San Giovanni in Foro gegen Ende des 16. Jahrhunderts. Die Arbeiten umfassten Veränderungen im Innenraum, aber auch an der Außenfassade. So wurden die Fenster an der Südfassade verlängert und die Fassade verputzt. Im Innenraum wurde die halbrunde romanische Apsis durch eine eckige ersetzt und die Wände verputzt.
1825 verlor San Lorenzo in Foro ihren Status als Pfarrkirche und wurde als Rektorkirche der Pfarrei Sant’Eufemia eingegliedert. Bei Kanalarbeiten Ende des 19. Jahrhunderts wurde der unter dem Straßenniveau liegende ursprüngliche Fußboden der Kirche aufgedeckt, wobei mehrere Gräber freigelegt wurden. Der Fußboden war infolge von Überschwemmungen der Etsch mehrmals erhöht worden, zuletzt 1870, was aber nicht verhindern konnte, dass beim Hochwasser 1882 die Kirche mehrere Meter unter Wasser stand. Bei der Sanierung des Glockenturms 1902 wurden im Mauerwerk Reste von Schießscharten, Zinnen und einer Zugbrücke entdeckt. Vermutlich diente der Turm als Wehrturm, bevor er zum Glockenturm umfunktioniert wurde.
1905 wurde auch die Kirche umfassend restauriert. Dabei wurde unter anderem der Putz entfernt, so dass auch die ursprüngliche romanische Außenfassade wieder ersichtlich wurde. Während des Ersten Weltkrieges befand sich ein Lazarett in San Giovanni in Foro. In den 1930er Jahren wurde der Fußboden erneuert und zu Beginn der 2000er Jahre der Glockenturm und die Fassade restauriert.

## Architektur
Die einschiffige Saalkirche besitzt einen rechteckigen Grundriss. Zwei an ihrer Nordseite angrenzende Seitenkapellen verleihen ihr ein asymmetrisches Aussehen. Die restaurierte Südfassade am Corso Porta Borsari zeigt das für die romanischen Kirchen der Stadt charakteristische abwechselnde Mauerwerk aus roten Mauerziegeln und weißem Tuff. Im oberen Bereich der Südfassade unter der Dachtraufe wurden zudem Flusskiesel im Fischgrätmuster verbaut. Zur romanischen Fassade gehört auch das ganz rechts liegende Monoforium, das bei der Restaurierung der Fassade zu Beginn des 20. Jahrhunderts freigelegt wurde.

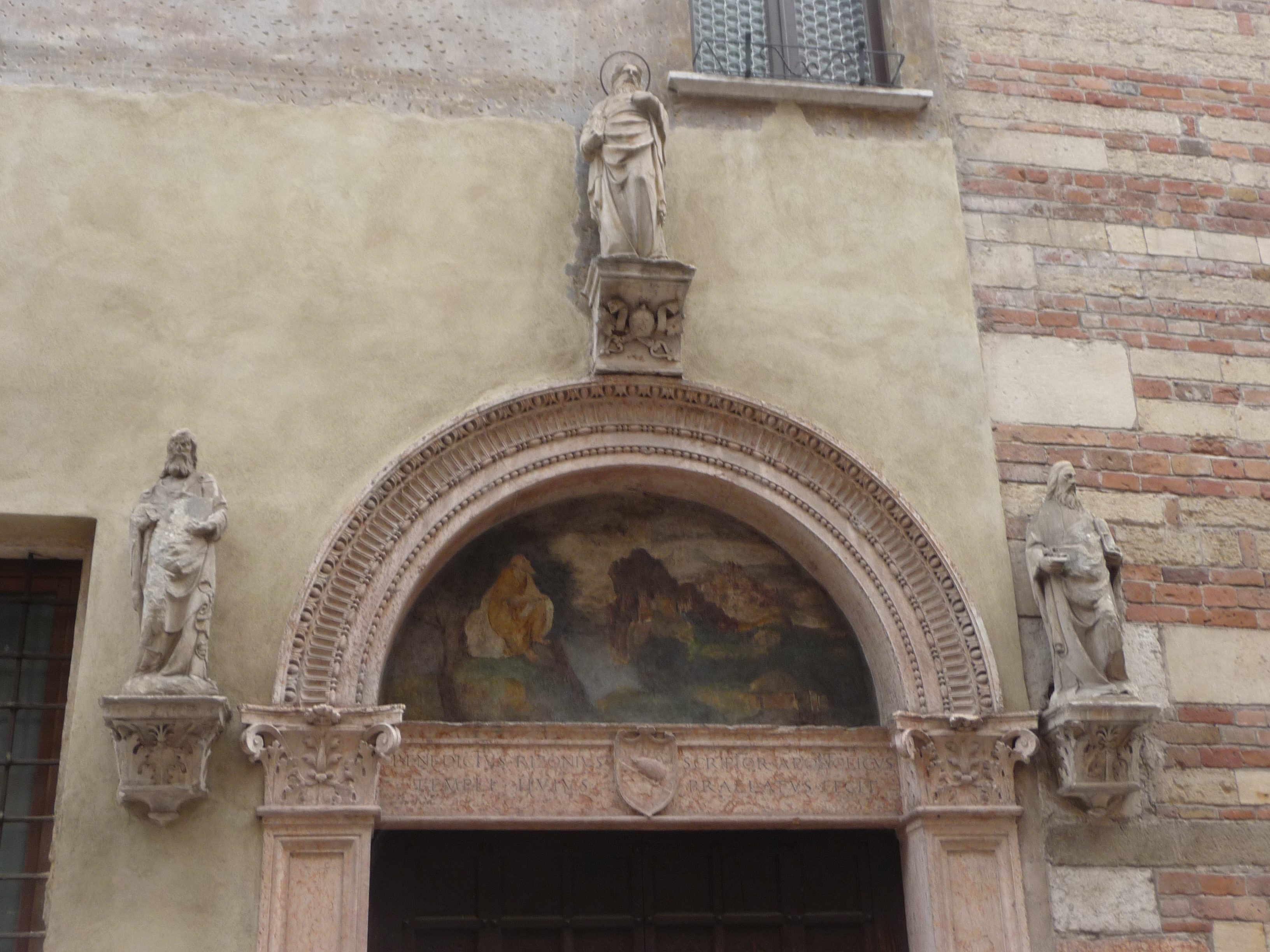
Renaissanceportal von Gerolamo Giolfino mit der von seinem Neffen Nicola Giolfino geschmückten Lünette
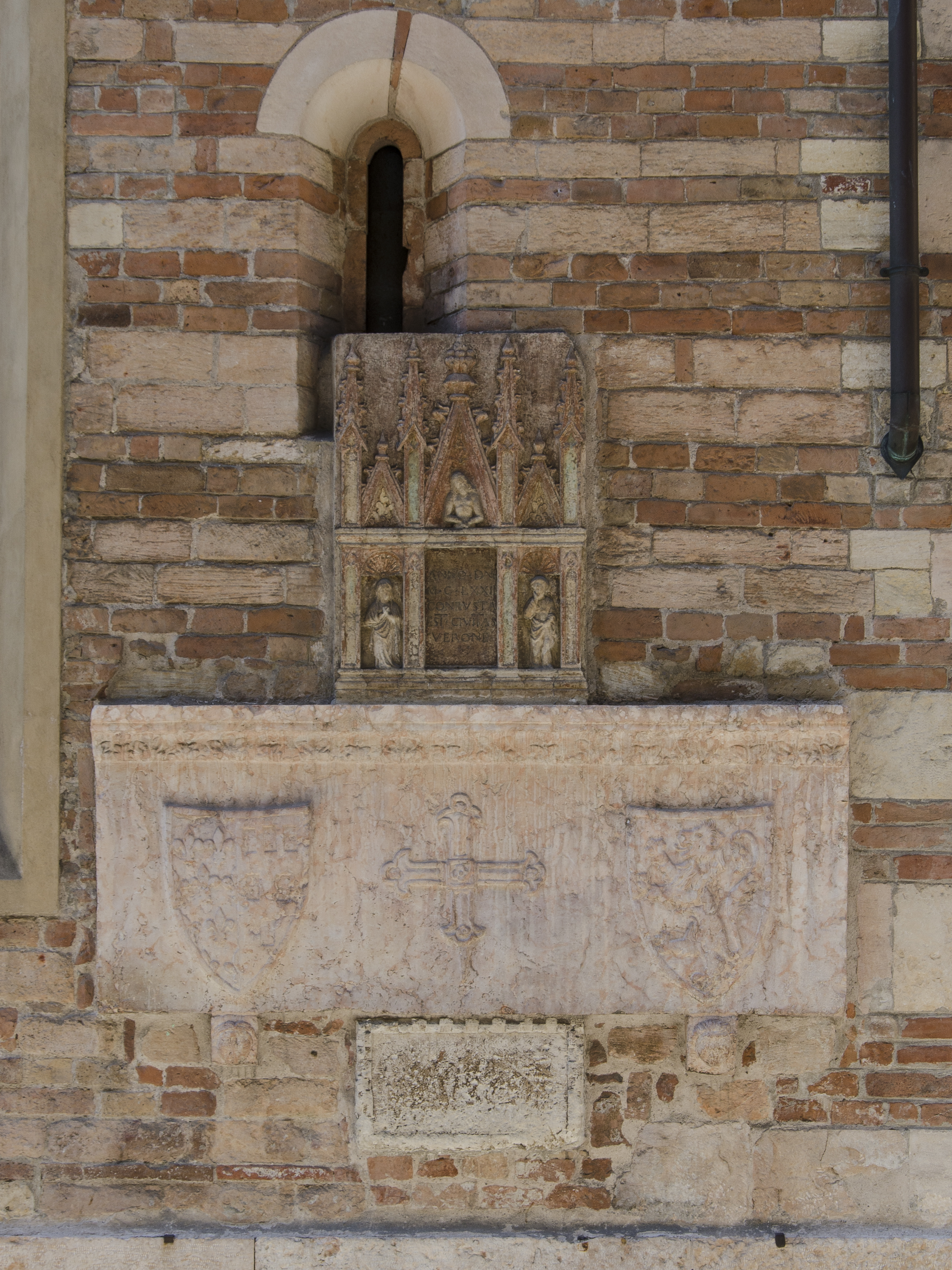
Triptychon und Sarkophag
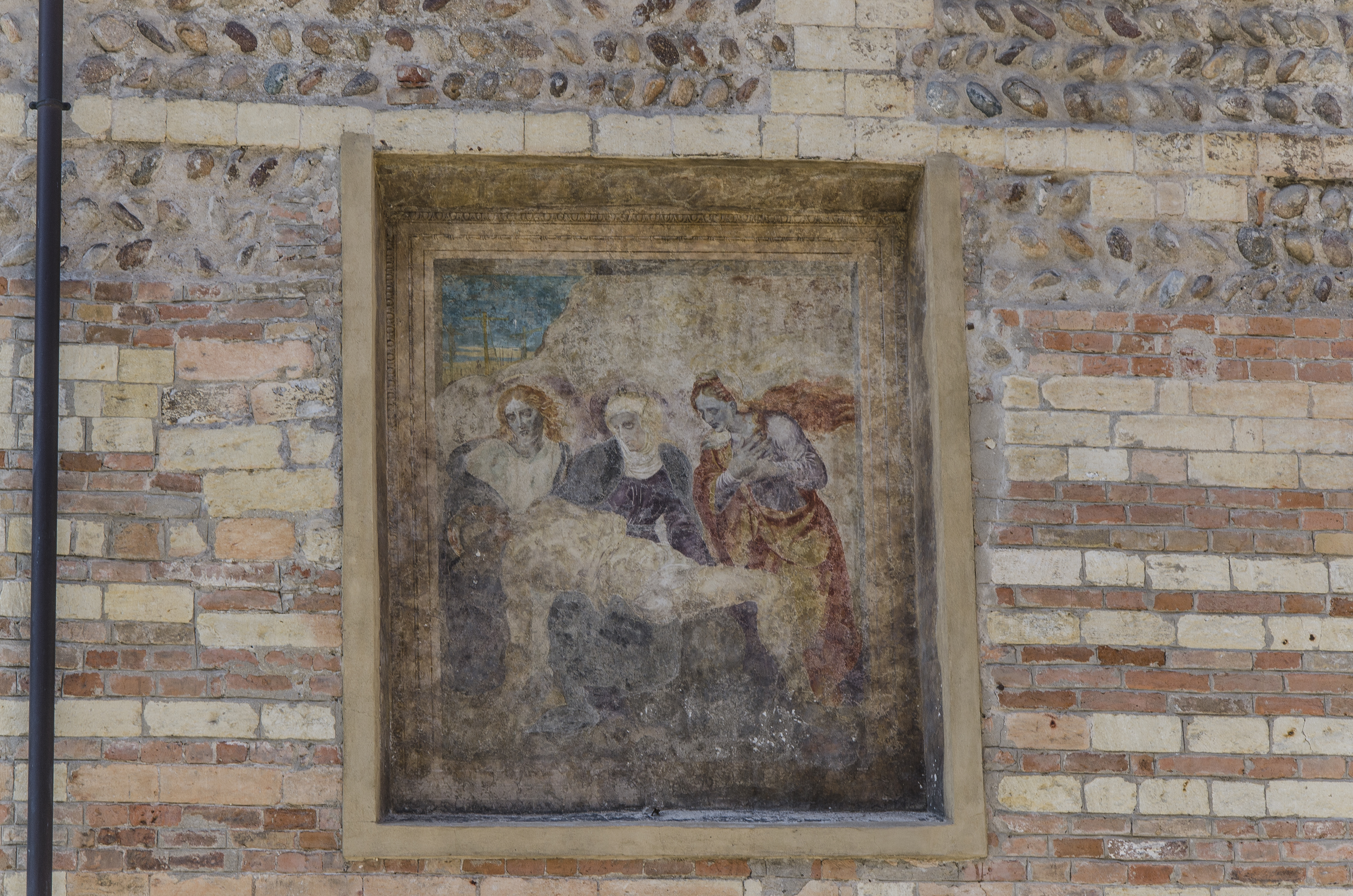
Fresko von Domenico Brusasorzi

Zwischen den zwei im 16. Jahrhundert vergrößerten Fenstern befindet sich ein im gleichen Jahrhundert entstandenes und stark verwittertes Fresko des Veroneser Malers Domenico Brusasorzi, das die Kreuzabnahme zum Motiv hat. Das Triptychon aus rotem Veroneser Marmor an der rechten Seite der Fassade trägt eine Inschrift, die mit 1172 datiert ist und an den Stadtbrand von Verona erinnert. Unter dem Triptychon ist die Platte eines Sarkophags aus dem 14. Jahrhundert mit zwei Wappen. Das rechte Wappen ist als Familienwappen der Castelbarco identifiziert. Die übrigen Teile des Sarkophags wurden zu einem unbekannten Zeitpunkt entfernt, da sie eine Engstelle in der Straße bildeten. Der darunter befindliche rechteckige Stein wird von alters her als Wetteranzeiger benutzt und ist stark abgegriffen.
Die Ostseite mit der im 16. Jahrhundert umgebauten und verputzten Apsis grenzt an eine Gasse, an der auch der durch eine Außenmauer abgegrenzte Innenhof mit der Nordseite der Kirche liegt. Der rechteckige Turmfuß des an der Nordseite der Apsis angrenzenden Glockenturms stammt aus dem 13. Jahrhundert. Im oberen Bereich ist er vollständig aus Mauerziegeln errichtet. Der Glockenstuhl besitzt auf allen vier Seiten Biforien und schließt mit einem Zeltdach ab. Das Geläut von San Giovanni in Foro besteht aus drei Glocken. Die älteste wurde 1540 gegossen, während die anderen beiden aus dem 17. Jahrhundert stammen und wie die älteste Glocke in Verona gegossen wurden.
Das im Stil der Renaissance erbaute Rundbogenportal aus rotem Veroneser Marmor ist ein Werk des Veroneser Bildhauers Gerolamo Giolfino. Die drei Figuren stellen den Evangelisten Johannes (oben), den heiligen Petrus (links) und Johannes den Täufer (rechts) dar. Die Lünette ist mit einem Bild seines Neffen Nicola Giolfino geschmückt und zeigt den Evangelisten Johannes auf Patmos bei der Abfassung seiner Offenbarung.

## Innenraum und Innenausstattung
Der Innenraum von San Giovanni in Foro wurde mehrmals baulich verändert und weist daher mehrere Baustile auf. Das ursprüngliche Westportal wurde aufgrund des späteren Anbaus des benachbarten Gebäudes zugemauert. Der dahinter liegende Esonarthex, an dessen Südseite sich das zum Corso Porta Borsari liegende Renaissanceportal befindet, ist durch eine Arkade aus vier Marmorsäulen vom Kirchenschiff getrennt. Die über dem Narthex liegende Empore ist zugemauert und mittlerweile Teil des westlichen Nachbargebäudes.
In der nordwestlichen Ecke des Narthex steht das Taufbecken aus Marmor, das bis zur Auflösung der Pfarrkirche 1825 genutzt wurde. Die Kassettendecke des Narthex ist neueren Datums und entstand 1962. Rechts neben dem Taufbecken ist eine dreigeteilte Altarnische mit den Figuren der Heiligen Antonius von Padua, Rochus von Montpellier und Gerhard Majella. Wiederum rechts daneben ist der Eingang zur Sakristei. An der zum Kirchenschiff liegenden zugemauerten Außenwand der Empore sind drei Gemälde angebracht. In der Mitte ist ein Werk von Antonio Giarola, genannt il Coppa, aus dem 17. Jahrhundert mit Gottvater, der Madonna, dem Evangelisten Johannes und dem heiligen Sebastian. Rechts daneben befindet sich das Bild eines Schutzengels des ebenfalls aus Verona stammenden aber hauptsächlich in den Marken tätigen Claudio Ridolfi. Von Ridolfi stammt auch das Bild mit der Jungfrau mit Kind auf der linken Seite der Empore, das allerdings eine Kopie des Originals ist.
Die Innenwände der Saalkirche mit ihren im Fischgrätmuster angelegten Flusskieseln fallen ebenso ins Auge, wie der offen hölzerne Dachstuhl des Satteldaches. An der Südseite des Kirchenschiffs steht ein im 20. Jahrhundert entstandener Altar von Francesco Banterle. In einer verglasten Nische des Altars befindet sich eine kleine Weihnachtskrippe, die von italienischen Soldaten zu Weihnachten 1917 von Hand hergestellt wurde, als in San Giovanni di Foro ein Lazarett eingerichtet war.
Die 1650 entstandene Pala des Hauptaltars stammt von Giovanni Battista Rossi, genannt il Gobbino, und wird von einem Holzkruzifix ergänzt. Sie wird eingerahmt von einem barocken Marmoraltar. An den Apsiswänden sind Fresken von Gaetano Miolato aus dem 20. Jahrhundert, im Apsisgewölbe auch Fresken aus der Barockzeit. Die Mensa mit Tabernakel und den acht Altarfiguren stammt aus der ersten Hälfte des 20. Jahrhunderts.
An der linken Chorwand gibt es Freskospuren eines unbekannten Malers aus dem 14. Jahrhundert. Das schlecht erhaltene Fresko zeigt eine Maria lactans mit Johannes dem Evangelisten auf der linken und Johannes dem Täufer auf der rechten Seite. An der linken Chorwand ist der Zugang zum Glockenturm. An der Nordseite des Kirchenschiffs sind zwei Seitenkapellen. Die rechte ist der Madonna geweiht. Die Innenausstattung inklusive des Altars stammt aus dem 20. Jahrhundert. Älter ist nur die im barocken Stil angefertigte Madonnenfigur aus dem 19. Jahrhundert. Die Innenausstattung der linken, der heiligen Therese von Lisieux geweihten Seitenkapelle geht ebenfalls auf das 20. Jahrhundert zurück. Zwischen beiden Kapellen ist ein kleines Steinrelief mit einer Madonna mit Kind aus dem 13. Jahrhundert angebracht. In der darunter angebrachten lateinischen Inschrift bittet der vermeintliche Künstler Pulia um die Gnade Marias.

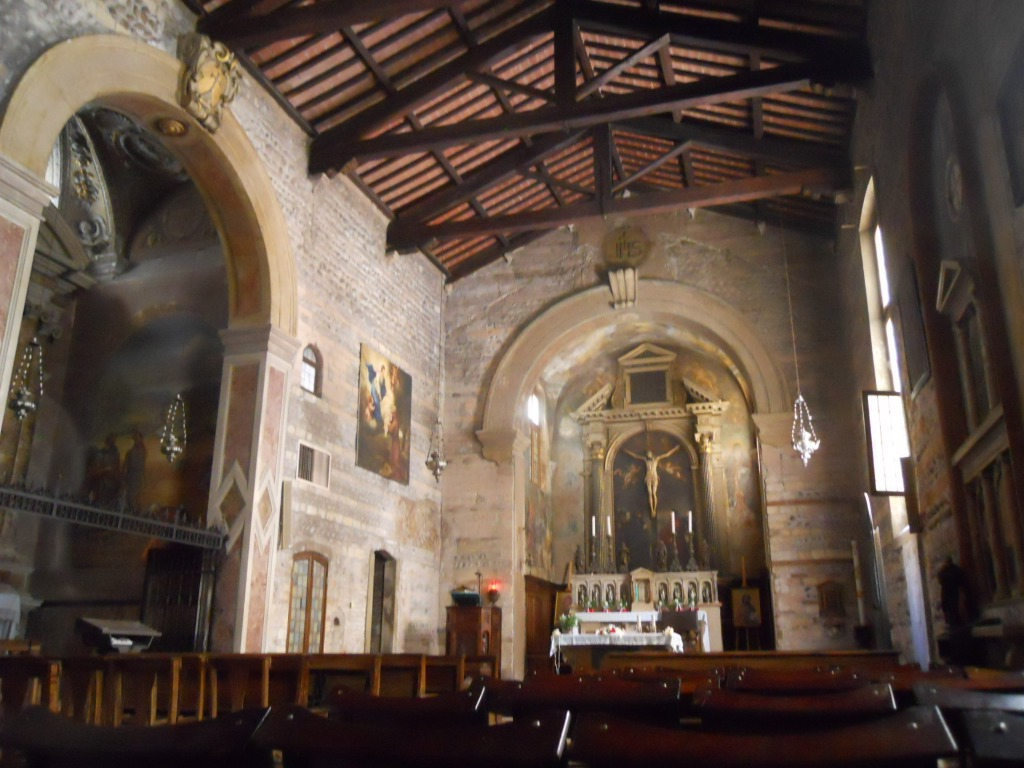
Kirchenschiff und Chor
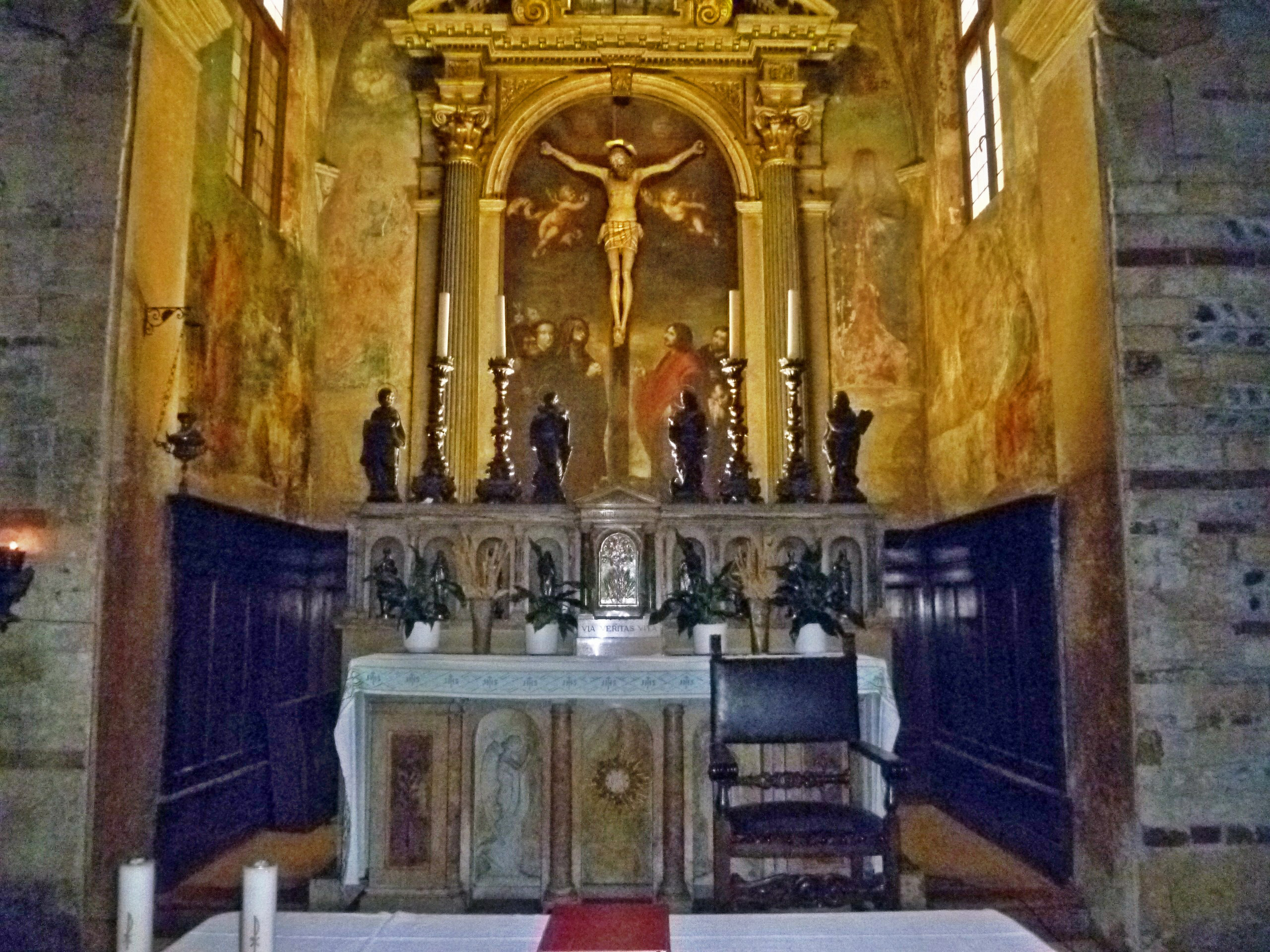
Hauptaltar und Apsis
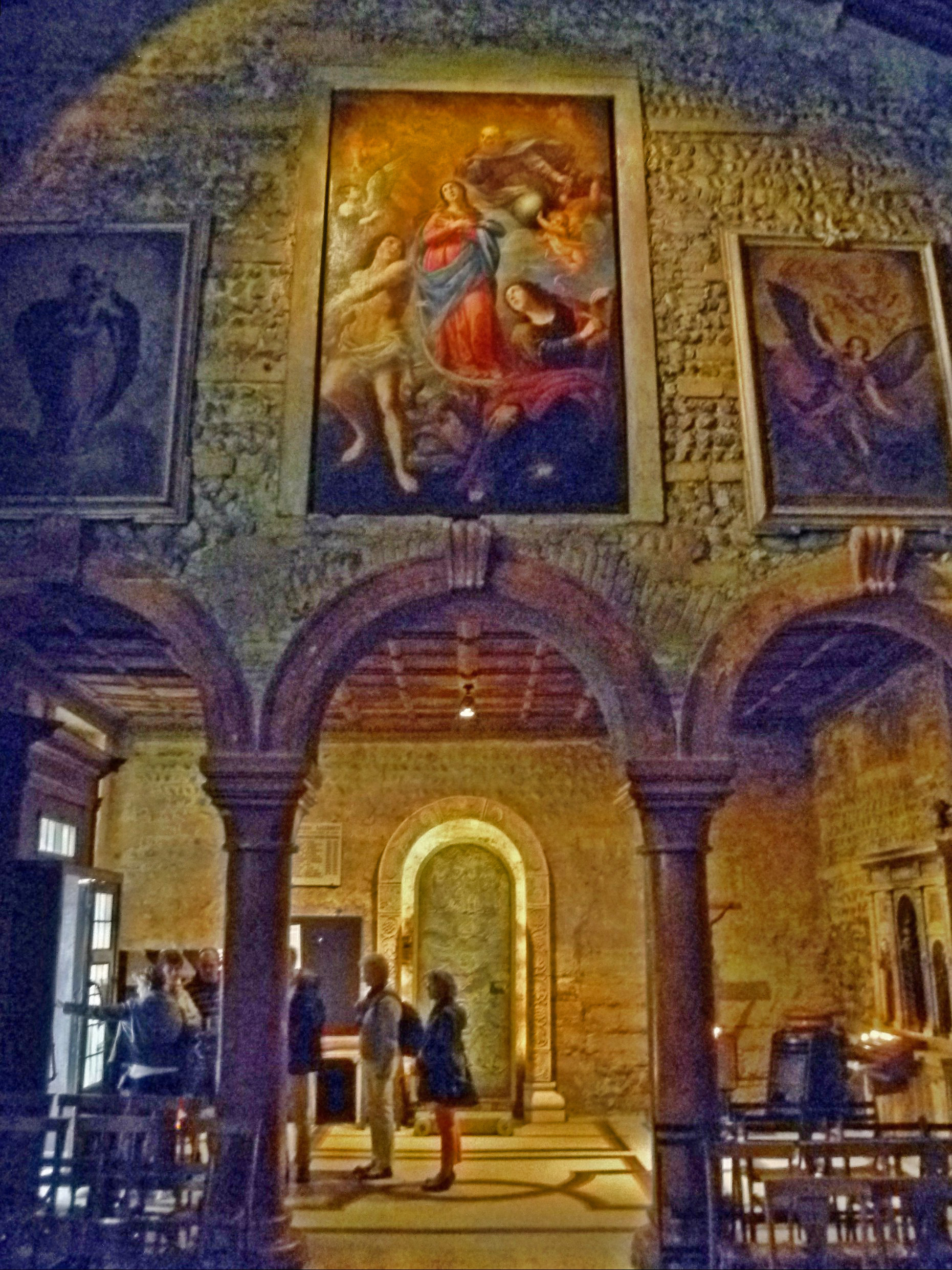
Narthex und Empore
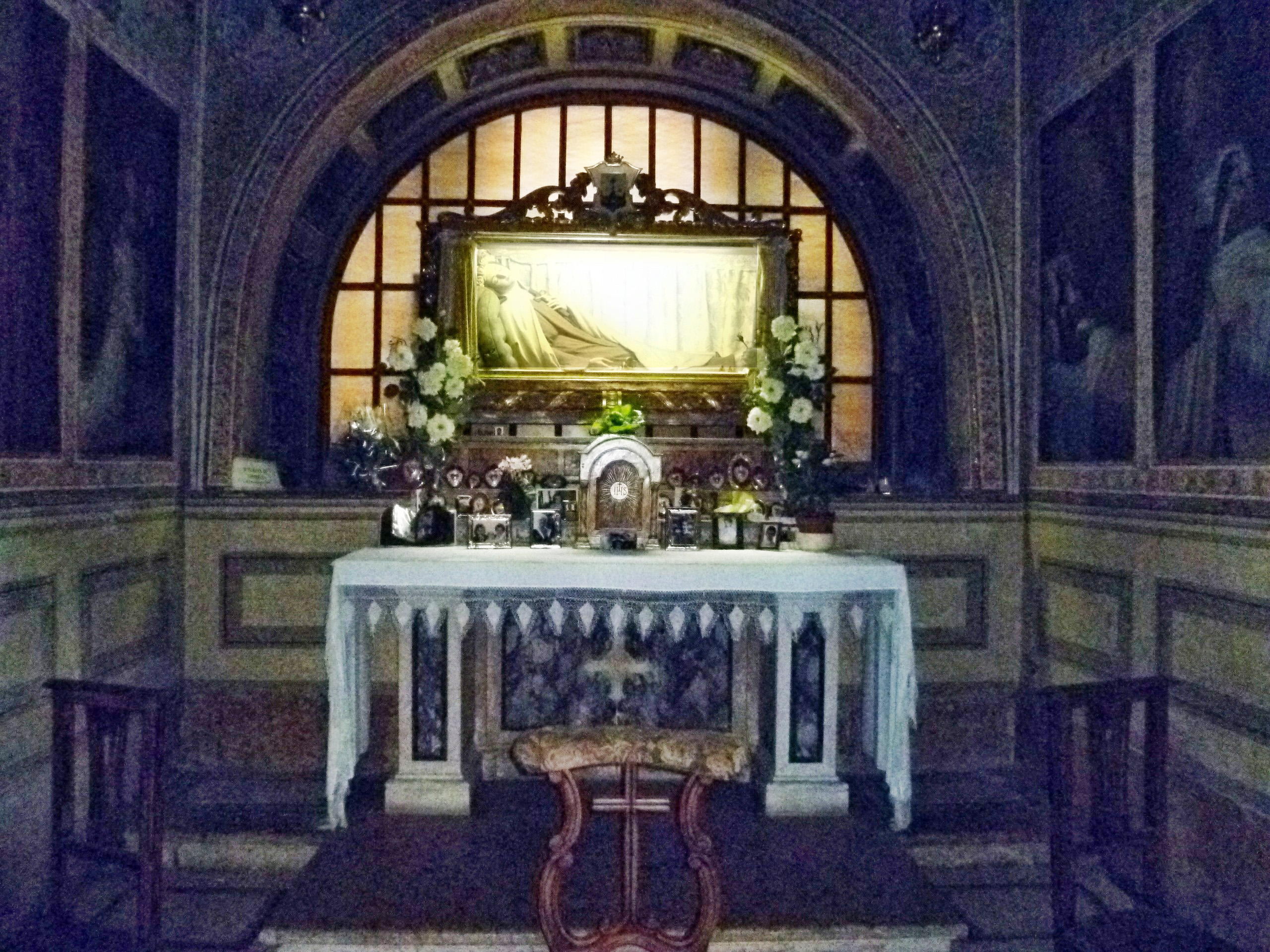
Die Therese von Lisieux geweihte Seitenkapelle